# موریس سیلا
موریس سیلا (انگلیسی: Morciré Sylla; ۳ مارس ۱۹۴۸ – ۱۲ اوت ۲۰۰۵) بازیکن فوتبال اهل گینه بود.
از باشگاه‌هایی که در آن بازی کرده است می‌توان به باشگاه فوتبال هافیا اشاره کرد.
وی همچنین در تیم‌های ملی فوتبال زیر ۲۳ سال گینه و گینه، بازی کرده است.